# National Basketball Association 1971-1972
La stagione della National Basketball Association 1971-1972 fu la 26ª edizione del campionato NBA. La stagione si concluse con la vittoria dei Los Angeles Lakers, che sconfissero i New York Knicks per 4-1 nelle finali NBA.

## Squadre partecipanti
- Atlanta Hawks
- Baltimore Bullets
- Boston Celtics
- Buffalo Braves
- Chicago Bulls
- Cincinnati Royals
- Cleveland Cavaliers
- Detroit Pistons
- Houston Rockets

- L.A. Lakers
- Milwaukee Bucks
- N.Y. Knicks
- Phoenix Suns
- Philadelphia 76ers
- Portland T. Blazers
- S.F. Warriors
- Seattle S.Sonics

## Classifica finale

### Eastern Conference
| Squadra            | V  | P  | %    | GB |
| ------------------ | -- | -- | ---- | -- |
| Boston Celtics     | 56 | 26 | 68,3 | -  |
| New York Knicks    | 48 | 34 | 58,5 | 8  |
| Philadelphia 76ers | 30 | 52 | 36,6 | 26 |
| Buffalo Braves     | 22 | 60 | 26,8 | 34 |

| Squadra             | V  | P  | %    | GB |
| ------------------- | -- | -- | ---- | -- |
| Baltimore Bullets   | 38 | 44 | 46,3 | -  |
| Atlanta Hawks       | 36 | 46 | 43,9 | 2  |
| Cincinnati Royals   | 30 | 52 | 36,6 | 8  |
| Cleveland Cavaliers | 23 | 59 | 28,0 | 15 |

### Western Conference
| Squadra         | V  | P  | %    | GB |
| --------------- | -- | -- | ---- | -- |
| Milwaukee Bucks | 63 | 19 | 76,8 | -  |
| Chicago Bulls   | 57 | 25 | 69,5 | 6  |
| Phoenix Suns    | 49 | 33 | 59,8 | 14 |
| Detroit Pistons | 26 | 56 | 31,7 | 37 |

| Squadra                | V  | P  | %    | GB |
| ---------------------- | -- | -- | ---- | -- |
| Los Angeles Lakers C   | 69 | 13 | 84,1 | -  |
| Golden State Warriors  | 51 | 31 | 62,2 | 18 |
| Seattle SuperSonics    | 47 | 35 | 57,3 | 22 |
| Houston Rockets        | 34 | 48 | 41,5 | 35 |
| Portland Trail Blazers | 18 | 64 | 22,0 | 51 |

## Vincitore
| Campione NBA 1971-1972         |
| ------------------------------ |
| Los Angeles Lakers (6º titolo) |

## Statistiche
| Categoria         | Giocatore           | Squadra            | Stat |
| ----------------- | ------------------- | ------------------ | ---- |
| Punti per gara    | Kareem Abdul-Jabbar | Milwaukee Bucks    | 34,8 |
| Rimbalzi per gara | Wilt Chamberlain    | Los Angeles Lakers | 19,2 |
| Assist per gara   | Jerry West          | Los Angeles Lakers | 9,7  |
| FG%               | Wilt Chamberlain    | Los Angeles Lakers | 64,9 |
| FT%               | Jack Marin          | Baltimore Bullets  | 89,4 |

## Premi NBA
- NBA Most Valuable Player Award: Kareem Abdul-Jabbar, Milwaukee Bucks
- NBA Rookie of the Year Award: Sidney Wicks, Portland Trail Blazers
- NBA Coach of the Year Award: Bill Sharman, Los Angeles Lakers
- All-NBA First Team:
  - John Havlicek, Boston Celtics
  - Spencer Haywood, Seattle SuperSonics
  - Kareem Abdul-Jabbar, Milwaukee Bucks
  - Jerry West, Los Angeles Lakers
  - Walt Frazier, New York Knicks
- All-NBA Second Team:
  - Bob Love, Chicago Bulls
  - Billy Cunningham, Philadelphia 76ers
  - Wilt Chamberlain, Los Angeles Lakers
  - Nate Archibald, Cincinnati Royals
  - Archie Clark, Philadelphia/Baltimore
- All-Defensive First Team:
  - Dave DeBusschere, New York Knicks
  - John Havlicek, Boston Celtics
  - Wilt Chamberlain, Los Angeles Lakers
  - Jerry West, Los Angeles Lakers
  - Walt Frazier, New York Knicks (tie)
  - Jerry Sloan, Chicago Bulls (tie)
- All-Defensive Second Team:
  - Paul Silas, Phoenix Suns
  - Bob Love, Chicago Bulls
  - Nate Thurmond, Golden State Warriors
  - Norm Van Lier, Chicago Bulls
  - Don Chaney, Boston Celtics
- All-Rookie Team:
  - Sidney Wicks, Portland Trail Blazers
  - Clifford Ray, Chicago Bulls
  - Austin Carr, Cleveland Cavaliers
  - Elmore Smith, Buffalo Braves
  - Phil Chenier, Baltimore Bullets